# Telebasis flammeola
Telebasis flammeola là một loài chuồn chuồn kim trong họ Coenagrionidae.
Telebasis flammeola được Kennedy miêu tả khoa học năm 1936.